# Brug 483
Brug 483 is een bouwkundig kunstwerk in Amsterdam-Noord.
Bruggen uit de serie 400 zijn van oude datum. In die serie bevindt zich onder andere een aantal bruggen ontworpen door Piet Kramer in de bouwstijl Amsterdamse School (jaren 20 uit 20e eeuw). De serie kreeg in de jaren zestig een vervolg, maar brugnummer 483 bleef ongebruikt. 
In 1984 was er een brug nodig om het gebied rond het latere Sportterrein Kadoelen te ontsluiten. Het gebied zou in de daaropvolgende jaren een ontwikkeling ondergaan van agrarisch gebied naar woongebied of zoals in dit geval sportvelden. Om de terreinen te ontsluiten werd het Kadoelenpad (naam uit 1983) aangelegd, waarbij de waterweg Nieuwe Gouw overspannen moest worden. Wellicht vanwege het landelijk gebied koos de stadsdeelraad Amsterdam-Noord voor een landelijk uitziende ophaalbrug (wipbrug), die in andere landelijke gebieden in Amsterdam ook is toegepast. In 2022 is de brug vernieuwd m.b.v. hergebruikt hout. Hierbij is deze niet opnieuw geschilderd waardoor de brug nu houtkleurig is.  
<<< · 400 · 401 · 402 · 403 · 404 · 405 · 406 · 407 · 408 · 409 · 410 · 411 · 413 · 414 · 415 · 416 · 417 · 418 · 419 · 420 · 421 · 422 · 423 · 424 · 425 · 427 · 429 · 430 · 431 · 432 · 433 · 434 · 435 · 436 · 437 · 438 · 439 · 440 · 441 · 442 · 443 · 444 · 445 · 446 · 447 · 448 · 449 · 450 · 451 · 452 · 453 · 454 · 455 · 456 · 457 · 458 · 459 · 460 · 461 · 462 · 463 · 464 · 465 · 466 · 469 · 470 · 471 · 472 · 473 · 474 · 475 · 476 · 478 · 479 · 480 · 482 · 483 · 485 · 486 · 487 · 488 · 489 · 490 · 491 · 492 · 493 · 494 · 495 · 496 · 497 · 499 · >>>
Brugnummers 412, 426, 428, 467, 468, 477, 481, 484 en 498 zijn niet (meer) vergeven.